# Vương cung thánh đường Thánh Jacob, Levoča
Vương cung thánh đường Thánh Jacob (Slovak: Bazilika svätého Jakuba) là một nhà thờ mang phong cách kiến trúc Gothic nằm tại Levoča, vùng Prešov, Slovakia. Công trình được xây dựng vào vào thế kỷ 14. Đây là một nhà thờ của giáo xứ Công giáo, dành riêng cho Thánh Jacob Tông đồ.
Bên trong thánh đường chứa nhiều bệ thờ mang phong cách Gothic, bao gồm bệ thờ chính bằng gỗ cao 18,62 mét- là bệ thờ bằng gỗ cao nhất thế giới, được hoàn thành vào năm 1517. Đây là nhà thờ lớn thứ hai ở Slovakia. Tháp chuông của nhà thờ có niên đại từ thế kỷ 19. Nơi đây đã được UNESCO công nhận là Di sản Thế giới của Slovakia vào năm 2009. Năm 2015, Giáo hoàng Francis đã tuyên bố nhà thờ là Tiểu Vương cung thánh đường.

## Lịch sử

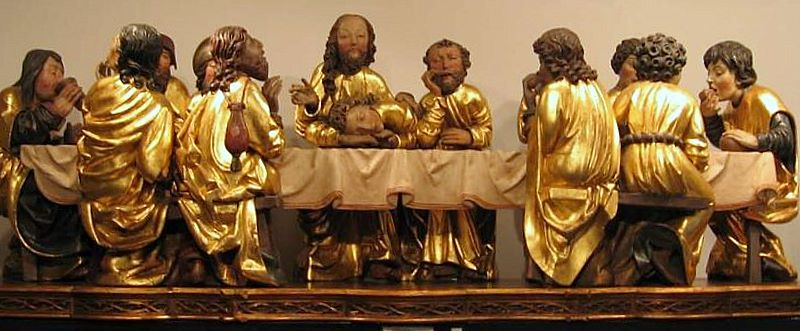
Bữa Tiệc Ly, cảnh trên bàn thờ chính

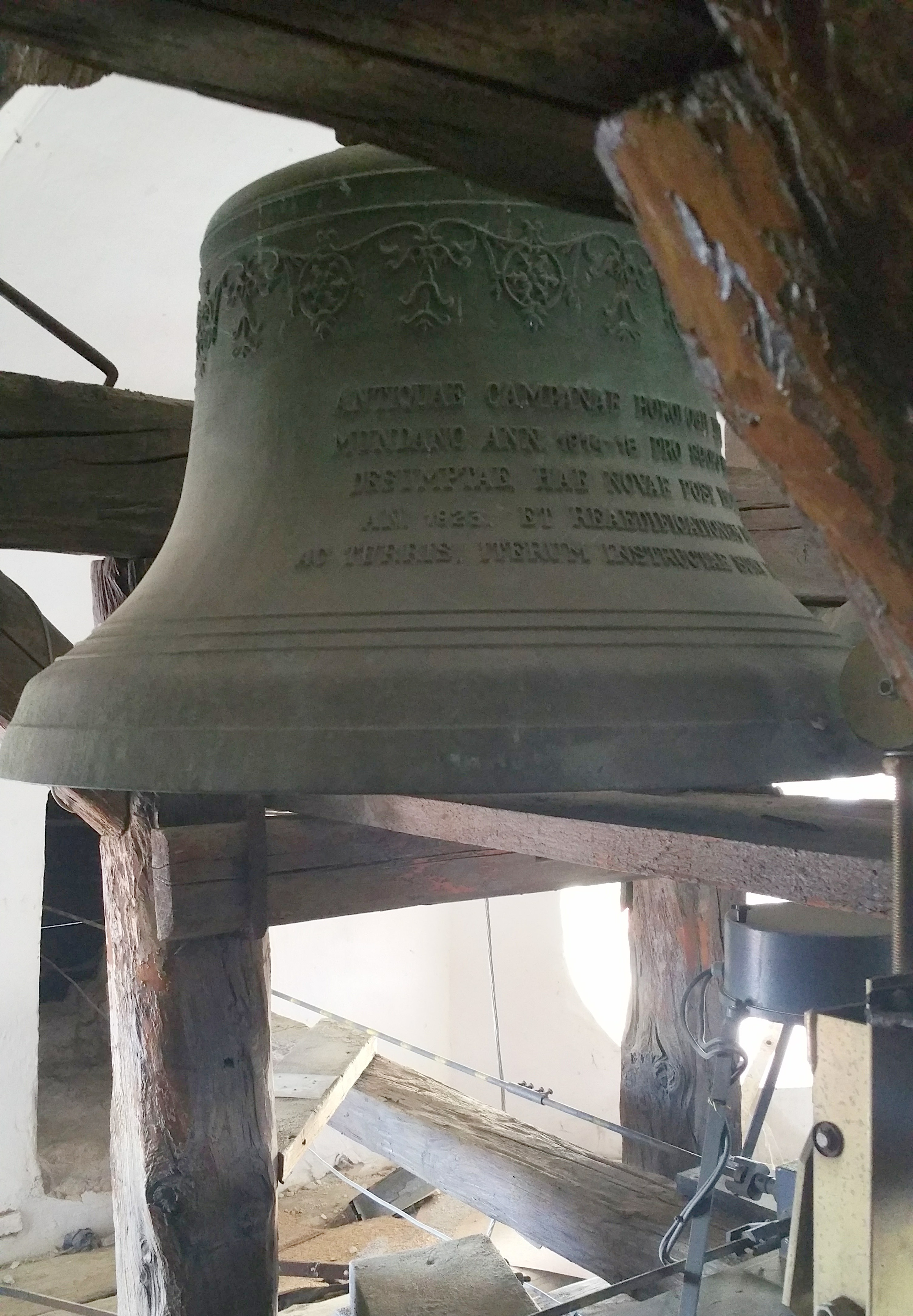
Chuông trong tháp Vương cung thánh đường

Nhà thờ bắt đầu được xây dựng ở trung tâm Levoča vào thế kỷ 14, khi đó nằm trong Vương quốc Hungary. Nhà thờ nằm ngay giữa quảng trường chính của thị trấn, cùng với một tòa thị chính theo phong cách Phục hưng.
Đây là nhà thờ lớn thứ hai ở Slovakia, cũng là nhà thờ có nhiều đồ nội thất và tác phẩm nghệ thuật quý giá. Bên trong thánh đường chứa nhiều bệ thờ theo phong cách Gô-tíc, bao gồm cả bệ thờ chính của thánh James- được công nhận là bệ thờ gỗ cao nhất thế giới. Chiếc bệ thờ này được Master Paul ở Levoča hoàn thành vào năm 1517. Trong thời kỳ Cải cách, nhà thờ theo đạo Tin lành từ năm 1544.
Tháp nhà thờ cũng được thị trấn sử dụng như một tháp canh phòng hỏa hoạn. Tòa tháp ban đầu đã bị hư hại nặng nề do sét đánh vào đầu thế kỷ XIX, và được thay thế bằng một tòa tháp theo phong cách tân Gothic cao 70 mét, do Fridrich Muck thiết kế, xây dựng vào những năm 1852–1870. Kể từ năm 2016, tòa tháp đã mở cửa cho du khách tham quan.

Nhà thờ đã được UNESCO công nhận là Di sản Thế giới của Slovakia vào năm 2009. Vào ngày 30 tháng 11 năm 2015, Giáo hoàng Francis tuyên bố nhà thờ là Tiểu Vương cung thánh đường. 

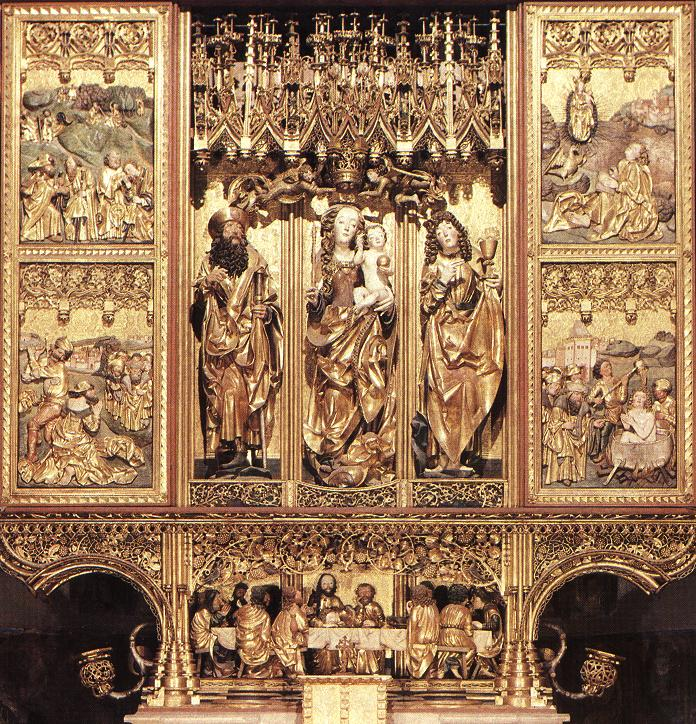
'Trung tâm của bàn thờ chính

## Bích họa
Nhà thờ có rất nhiều bức bích họa. Trong số này có:
- "Bảy đức hạnh và Bảy mối tội khởi nguyên", có niên đại từ năm 1385.
- hai mươi cảnh trong truyền thuyết về Thánh Dorothy,
- một bức tranh tường miêu tả Phán xét cuối cùng